# Palatul Holyrood

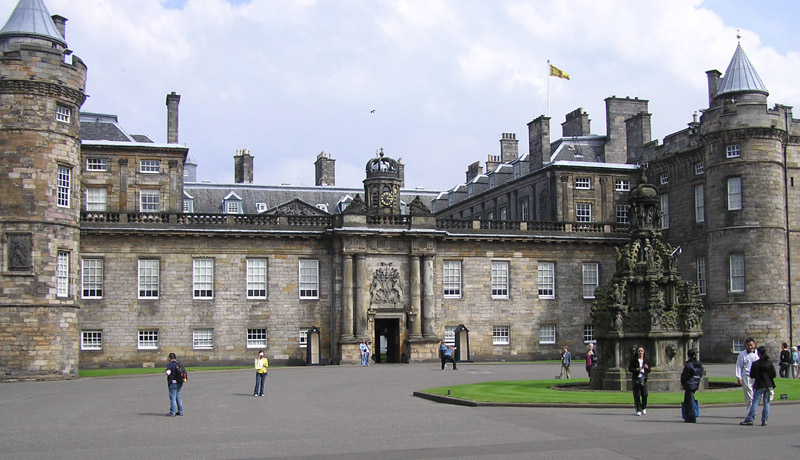
Palatul Holyrood

Palatul Holyrood a fost vechea reședință a Mariei Stuart. Acolo a fost asasinat, probabil din gelozie și suspectat că ar fi amantul ei, muzicianul și consilierul ei particular David Rizzio la 9 martie 1566, complot pus la cale de cel de-al doilea soț al ei, Henric Stuart, Lord Darnley și de fratele ei vitreg, mai târziu Regent al Scoției, James Stewart Conte de Moray, care și el avea să fie ucis la Linlithgow, pe 23 ianuarie 1570, de James Hamilton de Bothwellhaugh, un susținător al Mariei.